# Avinurme
Avinurme - okręg miejski w Estonii, w prowincji Virumaa Wschodnia, ośrodek administracyjny gminy Avinurme. Leży nad rzeką Avijõgi.